# 野球狂の詩
『野球狂の詩』（やきゅうきょうのうた）は、1972年から1977年に『週刊少年マガジン』に掲載された、水島新司の野球漫画。1997年に『ミスターマガジン』で『野球狂の詩 平成編』として復活、廃刊後は『週刊モーニング』に移籍、『野球狂の詩2000』、『新・野球狂の詩』として掲載された。
1977年に木之内みどり主演で日活で実写映画化。フジテレビ系で1977年にテレビアニメ化され、そのうちの1エピソード『北の狼南の虎』が1979年にアニメ映画として公開された。また1985年に斉藤由貴主演で、月曜ドラマランド枠にてテレビドラマ化された。

## 概要
1972年から『週刊少年マガジン』で、ほぼ月一回のペースでの不定期連載を開始。それから4年後に本格的に連載開始した。当初は、さまざまなキャラクターが主人公を務める短期連載集のスタイルを採り、プロ野球セ・リーグに所属する球団東京メッツの、50歳を超えたよれよれ投手、岩田鉄五郎以下、愛すべき「野球狂たち」を主人公とした連作である。ともすれば無視されがちな二軍選手にも光を充て、彼らの思いも描く。「ウォッス10番」「ガッツ10番」では、女性キャラクターを里中満智子が描くという形で合作を行った。
週刊連載となった1976年 - 1977年の、いわゆる水原勇気編をもっていったん完結したが、『週刊少年マガジン』に1978年、その後の東京メッツを描いた読み切り作品「勇気と甚久寿編」（『野球狂の詩外伝』のタイトルで文庫版に初めて収録）を掲載。その後は『白球の詩』『ブル』『ストッパー』『大甲子園』などの、東京メッツと岩田鉄五郎が登場する作品が描かれていく。
『野球狂の詩』のタイトルで描かれた、メッツと無関係の読み切り短編『熱球ハエどまり』を経て、1997年に『野球狂の詩 平成編』として『ミスターマガジン』にて復活。以後『野球狂の詩2000』『新・野球狂の詩』とタイトルを変え、『ミスターマガジン』廃刊後は『週刊モーニング』に移籍して連載を続ける。さらに2004年からは『別冊モーニング』へ移籍。年4回のみの掲載となるが雑誌そのものが存続しなかったこともあり、明確な最終回を迎えないまま連載が終了する。
2005年の秋には秋田書店・講談社の合同企画で『野球狂の詩VSドカベン』が『週刊モーニング』（同じく『ドカベンVS野球狂の詩』が『週刊少年チャンピオン』にて）にて9週間に渡り掲載された。岩田は80歳を越えて未だ現役投手である。両作品の世界は、『ドカベン』本編および『大甲子園』ではリンクしている部分もあったが、『ドカベン プロ野球編』では現実のプロ野球球団構成に合わせたものとなり、メッツは存在しないことになっている。複数作品を繋げることによる整合性の欠ける描写は、水島作品では『大甲子園』『ブル』『ストッパー』などでも多く見られる。
KC2巻に収録の『雨のち晴れ』『ミスジャッジ』『たそがれちゃってゴリ』の3編は、1970年 - 1972年に『少年キング』に掲載された、『野球狂の詩』とは全く無関係の読みきり短編である。愛蔵版、KCデラックス、文庫版と以後の単行本もこのままの収録内容で出版されているため、この3編も『野球狂の詩』の作品であると誤解されている場合が多い。3編のうち『雨のち晴れ』『ミスジャッジ』の2編は「ドンガメ」と呼ばれる捕手・岩田藤男を主人公にした連作である。またアニメ版『野球狂の詩』では『ミスジャッジ』の一部のエピソードが『コンピューター審判』の中で引用されている。

## 登場人物

### 東京メッツの主な選手・球団関係者
なお本編では国立や小仏など、登場人物名にも多摩との関連があるものがある。

### 他球団のライバル
力道 玄馬（りきどう げんば）
阪神のメッツキラーの投手。彼専用の不気味な応援歌（阪神の球団歌「六甲おろし」の替え歌）や、手にした数珠（相手を供養する意味を持つ）とともに登場する。背番号11、後に50（ストッパーに登場した時は、99番）。
肩を痛め一度は引退を決意。引退試合のつもりで完投した1975年後半のメッツ戦（ノーガード殴り合いのような打撃戦）で9回裏・満塁の場面でリリーフの岩田鉄五郎と対決（代打を送られるところを吉田監督の温情でそのまま打席に立った）、逆転サヨナラ内野安打で2者生還、勝ち投手となる。それを機に打者へ転向。その迫力は新人・水原を恐怖させた。主演作は『秘打鬼ごろし』、『怪投玄馬』の二作。
『ドカベン ドリームトーナメント編』において、阪神の選手として登場。その際の背番号は050、こちらは当初から内野手として登場している。
『野球大将ゲンちゃん』に、ほぼ同名の小学生野球選手「力道元馬」が登場するが、無関係。
王島大介（おうしま だいすけ）
阪神の一塁手。人呼んで「南の虎」。火浦健の双子の弟で、本来の名前は「二郎」。左打。北海道で生まれたが実母の家が火事となり、その後捨てられたがたまたま現地に来ていた両親に拾われて、九州・熊本で育った。育ての父もまた自ら起こした会社を2度倒産させるなど苦労したが、大介の笑顔を支えに奮起し一流企業にのし上げた。背番号10番。入団の年には火浦と新人王を最後まで争う。優勝をかけた直接対決で2死満塁のチャンスに打席に立つも、兄弟であるという事実を知った火浦の前に三振に打ち取られる。両足に幼少の時に負った火傷の痕が残っており、これをスポーツニュースで見た実母が「彼は私の生き別れた子」と気づくことに。また王嶋自身も自らの血液型が（育ての）両親とは不一致であることを高校時代の怪我をきっかけに知ってはいたが、実の母が誰なのかは『平成版』まで知ることはなかった。ミスタータイガースと呼ばれ引退後コーチ、1999年に現役復帰。
火浦健は昭和46年（1971年）の雪が舞う2月まで、北海道の白大雪高校野球部に在籍していた。火浦の噂を聴いて多くの中学生がこの高校を受験し、野球部に入ったらしいが、火浦が2年生以上だっか否か不明。高校1年だったとすると、2月は年度が変わる前なので、前年（1970年）4月に始まった第1学年の3学期に当たる。火浦が2年の服役を終えて出所し東京に向かった夏に弟の王島大介が甲子園で優勝、11月にドラフトで阪神から指名され、12月に九州から大阪に向かった時期、国分寺球場で兄の火浦がメッツにテスト入団している。しかし火浦と王島が同学年とすると高校1年は1970年度（1970年4月 - 1971年3月）、それから2年が過ぎた高校3年は1972年度（1972年4月 - 1973年3月）。兄弟がプロで初対決した一軍デビュー戦をロッテがパ・リーグ優勝した1974年のシーズンとすると、王島は阪神入団当時は「高校4年」で1年留年していたことになる。主演作は『北の狼・南の虎』。
『ドカベン　ドリームトーナメント編』において兄・火浦健と共に、阪神タイガースの選手として登場。その際の背番号は010。
海王神人（かいおう かみと）
大洋の外野手、右投右打、背番号0。本塁打連発の神がかり的な打撃と守備で最下位大洋の15連勝に貢献する。岩田武司が高熱を出して意識不明となった際、なぜか見舞いに訪れた海王が手を握ったら意識が回復したり、手の汗を残飯にかけておいしくするという、正体不明の神業も持つ。
メッツ3連戦で大活躍して2連勝に貢献、3戦目の岩田鉄五郎も完膚なきまでに打つが、岩田も全てソロホームランに抑える。1点リードの最終回に2死1塁で打席に入るが、鉄五郎の命がけの投球に三振。人間とはここまで偉大になれるものなのかとつぶやき、精根を使い果たして倒れた鉄五郎を蘇生させて去り、以降は二度と神がかり的なものを発揮することなく、平凡な選手生活を送った。なお、初打席で光を放って登場した場面では、間違えて対戦相手阪神の帽子が描かれた。主演作は『モビー・ゴット』。
最上大太郎（もがみ だいたろう）
アパッチが優勝した際の4番打者。右投右打の巨漢外野手。1973年には49本塁打。当時の球界一の打者。3巻（単行本）の作品に多数登場している。
秀吉三郎（ひでよし さぶろう）
鉄五郎とは旧知のベテラン審判。野球のルールブックを自認する「コンピュータ審判」だったが目の病がもとでミスジャッジ、放棄試合を招き即日引退を決意する。しかし鉄五郎の計らいで最後のグラウンドに立つこととなり秀吉は野球人生に悔いを残さずに引退する。主演作は『コンピュータ審判』。
大文字大太郎（だいもんじ だいたろう）
国立の大ファン。国立が入団した前年に阪神に入団。その年にメッツから5勝を挙げたメッツキラーであるが、メッツ以外の球団には7敗無勝と勝てない不思議な投手。プロ入りした国立との初対決で同点ホームランを打たれてしまう。背番号99。『スラッガー藤娘』のみ出演。
沢村慶司郎（さわむら けいじろう）
10年にひとりと言われた1975年ドラフトの目玉。法政大学出身。メッツを志望するも阪神に1位指名で入団。左投左打、背番号は力道から譲られた11番。水原勇気に一目ぼれし、その唇を奪う。
南海権左（なんかい ごんざ）
ガメッツの主砲、浪速の4番、一塁手。両投両打、背番号44。2003年シーズン途中に右の代打の切り札として阪神に移籍。背番号は100。吉良高校出身で水原が語る高校時代予選でのエピソードから『ドカベン』の南海権左と同一人物と推測される。
平清二（たいら せいじ）
甲子園で青田と投げ合い敗れるも青田から3安打を放つ。ドラフトで阪神に入団。野村監督により打者に転向させられるが、鳴かず飛ばず。再び投手に転向、メッツ戦で先発し自らの本塁打でプロ初勝利を手にした。左投左打。
仙台又三郎（せんだい またさぶろう）
2002年ガメッツに入団。水原のドリームボール打倒が悲願。実は水原の師である武藤の次男。2005年のメッツとの優勝を賭けた試合では外野手で出場。右投右打、背番号77は広島カープ時代の父親とおなじ。
島新之助（しま しんのすけ）
秋田きりたん高校の2003年ドラフト最大の目玉。メッツ志望だったがベイスターズに指名される。拒否の構えだったが鉄五郎の説得で入団へ。2004年新人ながら18勝を挙げた。左投左打、背番号50。
小鳩花子（こばと はなこ）
2003年ドラフト8位ガメッツ指名の内・外野手、22歳。火浦監督のおっかけで元ソフトボール選手。並外れた努力の末、開幕1軍出場を果たす。05年は外野手でメッツとの優勝を賭けた試合では青田から本塁打。強肩。身長190cm、右投右打、背番号99。

### 外部の関係者
山井英司（やまい ひでじ）
スポーツ新聞「日日スポーツ」のメッツ番記者。元球児で中学時代は小柄ながら名サードとしてその実力は高く、高校進学時にいくつもの高校から「授業料無料にするから、うちに来てくれ」と誘われていたほどであったが、本人はあくまで野球の名門校である白新高校に拘った。
だが満を持して入った高校時代、同期の超怪物・国立玉一郎がサードだったためにポジションを奪われ、無地の練習用ユニホームに由来する「白虎隊」と呼ばれる二軍の一員となる。しかし、それまで「所詮下手だから」と腐っていた白虎隊を奮い立たせ、一軍の無慈悲な要求も練習と受け止め「国立に何かあった時のために」腐らずに自分を磨き続けたその姿は、白虎隊の同志にはもちろん、監督にも内心で認められていた。「あれだけの守備だから、サード以外に（コンバートすれば）」という声もあったが、「これだけサードにこだわると、サード以外守れなく」なっていたためと、「白新でひとつのポジションを取ることは、それだけ難しい」ために、サードであり続けた。三年時、調子の落ちた国立に対し「今の調子なら国立より山井だ」と山井を慕う白虎隊はレギュラーをかけた直接対決を要求。「要求が通らなかったら、白虎隊は全員退部だ！」といきり立つ。
そして直接対決の日、山井は国立の投球に「10の7」の好打を浴びせる。しかし山井は国立の十球連続オーバーフェンスという怪物ぶりに屈す。実は国立は歌舞伎の道との両立に悩み、父親に野球を辞めるよう言われてスランプになっていたのだが、直接対決の前の日に父親と話し合い「野球を続けても良い」という許可を得ていたため、もはや精神的な枷はなくなっていたのだった。
国立をして「手強いライバル」と認識させるだけの実力を持っていたが、とうとう公式試合には1試合も出場できなかった。それでも阪神タイガースがその実力を評価し「悲運の白虎」としてドラフト下位で指名。しかし当人は「この小さな体は三年で燃え尽きた」と辞退。進学の後、新聞記者に。
国立とはその後も、憎まれ口をたたき合いながら分かり合う間柄。サバの入団や、「水原勇気」が女性であることをスクープして名をあげる。『極道くん』にも登場する。『ストッパー』では三原心平に最初から注目した記者。平成編以降もメッツ番として活躍する。主演作は『熱球白虎隊』。
伊達源三郎（だて げんざぶろう）
やくざの親分。中等学校の時、先代親分の娘に惚れ結婚を希望したが「お前の度胸に惚れてるが、岩田鉄五郎を打てねぇおまえに娘はやれねぇ」と言われて発奮。しかし天才投手だった岩田鉄五郎を打てず、最後に訳を話して岩田に打たせてくれと頼み、岩田も「いつかヒットは打たれる。しかしそれが人助けになるなら」と快諾。岩田からヒットを打ち、先代親分の娘と結婚。お礼として、引退をかけたアパッチ戦に挑む鉄五郎を助けるためスタンドで仲間と刀を持ち、打者だった最上大太郎を動揺させ、三重殺を打ち取らせた。その後、鉄五郎にあの時のことを思い出してもらい逮捕。その時の言葉は「ゲームセットや」。「ズタズタ18番」では「あばしり安」こと北海安吉の牢屋の向いになるシーンが見られる。主演作は『任侠三重殺』。
右太ェ門（うたえもん）
苗字不明。父親と一緒に、国分寺球場で観客から100円だけ盗むということをしていたが、ある作戦のためにメッツのボールボーイになった。その後、鉄五郎に野球の素質を見抜かれた。母親は既に他界している。主演作は『スチール100円』。
夕子（ゆうこ）
メッツの選手である富樫平八郎の幼なじみ。「ウォッス10番」「ガッツ10番」「スラッガー10番」の10番シリーズのマドンナ役。富樫を想っており、冨樫の父親を看病するため大学に進学せず看護婦になった。冨樫の兄弟たちを見守り、10番シリーズの最終作『スラッガー10番』では腱鞘炎を患って二軍落ちした富樫に「腱鞘炎は投手には致命傷であっても、打者にはハンデにならない」とスラッガー転向を決意させる。富樫に「スラッガーとしてやってみる。それでだめなら魚屋の嫁だ」とプロポーズされ結婚。
なお、彼女の登場する作品は里中満智子との共作であり、夕子の作画も里中満智子が行っている。
当馬可奈子（とうま かなこ）
鉄五郎の初恋の相手。かつては土地の権力者として知らぬものはない当馬代議士の娘であり、かなりの美人にして大富豪の家柄であった。
道の真ん中を歩いていた鉄五郎に対し車から降りてきて「危ないじゃないの、脇によりなさい」と主張、睨みつけて言うことを聞かせてしまうほど気も強い。
その後、鉄五郎が準完全試合を達成した試合後に、スタンドから黄色いバラ(現代でも黄色いバラは通常のバラに比べて高額であり、もっと高価であったろう昭和13年当時でそれを贈れることから、当馬家の財力が相当なものであることを示している)を投げ入れ贈ったことが馴れ初めとなり、二人の交際が始まる。交際が始まってからは鉄五郎のことをさん付けで呼んでベタ惚れとなり、気の強い面はなりを潜めていた。黄色いバラを好んで身につけ、鉄五郎に「黄色いバラの花言葉は、貴方が好き、よ」と説明していることから、ロマンチストな乙女心も多分に持っていたことがうかがえる。
おおっぴらな男女交際は不良扱いされた時代でも二人の態度は堂々としていた。しかし、当馬の父親は身分違いだとして付き合うのを辞めるように指示、華族の息子とのお見合いをするように厳命する。だが当人の意思は固く、鉄五郎以外の男性の嫁に行くことは頑として拒否していた。
話し合いの末、甲子園に行く汽車に鉄五郎と一緒に乗ってかけおちするつもりだったが、一足遅れで間に合わず、フラれたと勘違いしてしまった。それからは仕事一筋に生き、親が結婚を勧めても断り続けた。その傍ら、プロになってからの鉄五郎の足跡を追い続け、新聞記事のスクラップブックを何よりも大事にして肌身離さず持ち歩いていたという。鉄五郎が結婚したという話を聞いたときは、ショックで泣き続け、一週間も食べ物がのどを通らなかったほどだった。
そしていくつもの大企業の社長・会長となった晩年、久しぶりに鉄五郎と再会したが、とうとう自分の本心も、現在の境遇も告白せず、一生独身のまま他界した。鉄五郎が可奈子の本当の胸の内・事情を知ったのは、亡くなったのちに彼女の妹の娘(姪)が真実を語ってからである。鉄五郎は己の勘違いと、生前の自分の態度（当人のいないところで嫌味を言ったり、姪の「（可奈子おばあさまが危篤で）お会いしたがっているので病室に来てください」という願いを聴かず、適当な理由で断ったりしていた）を大変悔やみ、葬儀の際にトラック一杯の黄色いバラを贈り、餞の花道を作って詫びた。
主演作は『鉄五郎のバラード』。
藤子（ふじこ）
苗字不明。七歳。母親は既に他界している。大の国立ファンで、ホームランの数を数えている。野球場で見に行くのが夢で、七五三の代わりに国分寺球場に行き、国立に握手とサインボールをもらった。主演作は『白球七五三』。
平源造（たいら げんぞう）
詐欺師で、いろんな工夫をしタダ食いなどばかりしていた。ある日、草野球をしていた浦島を見つけ、金目当てでスカウトしテストさせたが、浦島は実力を認められ、メッツに入団した。その後、大甲子園に記者として再登場している。主演作は『ペテンヒット』。
犬神（いぬがみ）
プロ野球連盟総裁。『野球狂の詩』世界での野球機構最高権力者。水原入団の最大の壁であったが、阪神とのオープン戦での水原の力投を目にして、野球協約に追加事項を加え入団を認めた。『ドカベン』の犬神了と同じく眼帯。
ライバルというわけではないが『野球狂の詩』では、『あぶさん』こと景浦安武や『男どアホウ甲子園』の藤村甲子園がゲスト出演している（あぶさんはメッツとのオープン戦で代打3ランを打ったという新聞記事で、甲子園は『どしゃぶり逆転打』の時阪神ベンチにその姿が確認できる）。また岩鬼ら『ドカベン』の登場人物がしばしばスタンドにいるのも確認できる（『ドカベン』作中では岩鬼はメッツと鉄五郎のファンという描写がある）。

## 個々の作品・特徴
連作ということでなく始まった本作は、等身大の野球人の姿を描くことで物語を成立させる、今ではごく当たり前のことが実践されている。これは以後、初期の『あぶさん』や『平成野球草子』でも同じである。
『よれよれ18番』『あて馬』『ジンクス』などの初期の作品は、あまり前後のつながりを考えずに描かれている（『あて馬』では鉄五郎が監督である）。しかし講談社出版文化賞の受賞をきっかけに、岩田以下魅力的なキャラクターを使った連作へと形を変えていく中で、選手の入団年や年齢の序列、メッツは何回優勝しているのかなどの矛盾をかかえていくことになる。作者の水島自身は当時も晩年も、あまり設定・記録・時制などにこだわりがなかったようである。
月次連載へ移ると色々な個性的な選手たち、たとえば女形のプロ野球選手（『スラッガー藤娘』）や「よっぱらい投手」などを列伝形式で描いていく中、レギュラー選手の数が増えていく。岩田は繰り返し主役作品が描かれてゆく。そんな中で里中満智子との合作となる、リリーフ要員の背番号＆無骨な男と彼を慕う女の恋愛を絡めて描く異色作『ウォッス10番』『ガッツ10番』『スラッガー10番』の10番3部作と、捨てられた双子が運命の糸に操られプロ野球の舞台で対決する『北の狼・南の虎』がある。なお『任侠三重殺』など現在の視点で見ると「犯罪容認」と受け取られかねないものもある。
人気の上昇による週刊連載への移行に合わせて生まれた新しい主人公が、史上初の女性投手水原勇気である。いわゆる『勇気シリーズ』はいかにして女性投手が誕生し、プロ野球の選手として通用するにはどうするのかが物語の中心となる。その答えがドリームボールという「魔球」であり、「魔球」野球漫画へと回帰している。万年2軍暮らしの武藤は、夢の中で水原が特殊な変化球で空振りを取るのを見て、水原に新魔球の開発を課す。しかし間もなく広島カープにトレードされた武藤は後に、ドリームボールを打つことに選手生命をかけるようになる。

## 作品リスト（KC単行本版）
単行本は全17巻あるが、10巻の第四話『野球狂の詩』から水原勇気編が始まるため、作品で分けられなくなった。

### 第1巻
- 第一話 ふたり心太郎（岩田など本編のキャラクターは一切出てこない）
- 第二話 よれよれ18番
- 第三話 あて馬
- 第四話 ジンクス
- 第五話 ガニマタ
- 第六話 スラッガー藤娘

### 第2巻
- 第一話 乞食打者
- 第二話 雨のち晴れ
- 第三話 ミスジャッジ（第二話・三話で連作）
- 第四話 たそがれちゃって!ゴリ（短編）

### 第3巻
- 第一話 脅迫スリーラン
- 第二話 ショーマン投手
- 第三話 代打くノ一
- 第四話 任侠三重殺

### 第4巻
- 第一話 スチール100円
- 第二話 秘打鬼ごろし
- 第三話 ウォッス10番
- 第四話 恐怖のTO砲

### 第5巻
- 第一話 モビーゴット
- 第二話 ガッツ10番
- 第三話 どんじり

### 第6巻
- 第一話 鉄五郎のバラード
- 第二話 あばしり安
- 第三話 コンピュータ審判
- 第四話 豪打 鏡獅子
- 第五話 スラッガー10番
- 第六話 よっぱらい投手

### 第7巻
- 第一話 監督はつらいよ
- 第二話 北の狼･南の虎（狼の章、虎の章、牙の章の三章に分けられている）
- 第三話 白球七五三
- 第四話 ルーキー15歳
- 第五話 おれは長島だ!

### 第8巻
- 第一話 よれよれ大リーガー
- 第二話 熱球白虎隊
- 第三話 孫市･オンステージ
- 第四話 一本バット土俵入り
- 第五話 狼の恋

### 第9巻
- 第一話 どしゃぶり逆転打
- 第二話 ペテンヒット
- 第三話 怪投玄馬
- 第四話 メッツ本線
- 第五話 バットファーザー

### 第10巻
- 第一話 はだしの王様
- 第二話 メッツ買います
- 第三話 ズタズタ18番
- 第四話 野球狂の詩（この話から水原勇気編が始まる）

## テレビアニメ

### 概要
1977年末に単発のスペシャル番組として、水原勇気の入団騒動を描いた第1話が、フジテレビの金曜日20:00-20:54枠（『金曜ファミリーアワー』内）で放送される。好評につき翌年の1978年5月 - 9月にかけて、毎月1回のスペシャル番組として第2 - 6話までの継続放送が決定。同年11月からは、月曜日20:00-20:54枠で放送されていた『アメリカ大リーグアワー』の後番組として、第7話から毎週1回のレギュラー放送へ昇格した。その後は2001年放映の『フィギュア17 つばさ&ヒカル』まで、毎回1時間枠のテレビアニメは放送されることがなく、1時間枠で毎週放送となると、2013年にノイタミナ枠で放送された『刀語』（ただし、再放送扱い）、本放送では2019年にノイタミナ枠で放送された『PSYCHO-PASS サイコパス 3』まで放送されることがなかった。
水原勇気編は第11話で終了し、第12話からは岩田が主役の「よれよれ18番」を皮切りに、勇気入団以前の各キャラクター編（第12話以降の勇気はオープニング映像にしか登場しない）が描かれるという、原作とは逆の構成で全25話が放送された。

### 放送期間
- 1977年12月23日（第1話）、1978年5月19日 - 9月15日（第2 - 6話、毎月1回の放送）、11月6日 - 1979年3月26日（第7 - 25話、毎週放送）

### 放送枠
- フジテレビ金曜日20:00-20:54（第1 - 6話）、月曜日20:00-20:54（第7 - 25話）

### スタッフ
- 制作：本橋浩一
- 企画：別所孝治（フジテレビ）、渡辺忠美（日本アニメーション）
- 構成：岡部英二
- 美術監督：古谷彰、半藤克美、椋尾篁、工藤剛一、番野雅好
- 撮影監督：三沢勝治
- 音響監督：浦上靖夫、松浦典良
- 音楽：渡辺宙明（第1 - 12、15 - 25話） / 中村泰士、京建輔（第13・14話）
- 音響効果：松田昭彦
- 調音：中戸川次男
- 録音：新坂スタジオ
- 編集：岡安肇、掛須秀一
- 現像：東京現像所
- 制作協力：土田プロダクション
- 制作事務：斉藤雅子
- 制作デスク：岡迫和之
- 担当：柴山達雄
- プロデューサー：渡辺忠美、加藤良雄
- 協力プロダクション：東京アニメーションフィルム（撮影）、スタジオユニ（背景）、スタジオじゃっく（背景）、オーディオプランニングユー（録音）、イシダ サウンド（音響効果）
- 製作：フジテレビ、日本アニメーション

### 主題歌
オープニングテーマ
「野球狂の詩」（第1 - 12話、15 - 25話）
作曲・編曲 - 渡辺宙明 / スキャット - 堀江美都子、コロムビア男声合唱団
歌詞はなく、スキャット唱法で全編が歌われる。
「北の狼南の虎」（第13 - 14話）
作詞 - 橋本淳  / 作曲 - 中村泰士 / 編曲 - 萩田光雄 / 歌 - 水木一郎
エンディングテーマ
「勇気のテーマ」（第1 - 11話）
作詞 - 水島新司 / 作曲・編曲 - 渡辺宙明 / 歌 - 堀江美都子
「栄光の彼方へ」（第12、15 - 25話）
作詞 - 橋本淳 / 作曲・編曲 - 渡辺宙明 / 歌 - 水木一郎、こおろぎ'73
「かあさんの灯」（第13 - 14話）
作詞 - 橋本淳 / 作曲 - 中村泰士 / 編曲 - 萩田光雄 / 歌 - 水木一郎
イメージソング
「あぁ野球狂」
作詞・歌 - 水島新司 / 作曲・編曲 - 京建輔

### 作品リスト
| 話数 | 放送日          | サブタイトル                          | 脚本       | 監督              | 絵コンテ              | 演出補          | 作画監督   |
| ---- | --------------- | ------------------------------------- | ---------- | ----------------- | --------------------- | --------------- | ---------- |
| 1    | 1977年 12月23日 | 水原勇気登場                          | 山崎巌     | 小華和ためお      | -                     | -               | 近藤英輔   |
| 2    | 1978年 5月19日  | 女投手誕生                            | 山崎巌     | 小華和ためお      | 小華和ためお          | 鈴木肇          | 近藤英輔   |
| 3    | 6月30日         | 燃えろ!勇気の初登板                   | 山崎巌     | 小華和ためお      | 光延博愛              | 鈴木肇          | 近藤英輔   |
| 4    | 7月28日         | なぜ!?ボーリングに挑む勇気            | 山崎巌     | 小華和ためお      | 小華和ためお          | 鈴木行 岡本達也 | 近藤英輔   |
| 5    | 8月25日         | 連敗メッツ何処へ行く!                 | 田村多津夫 | 小華和ためお      | 山崎修二              | 岡本達也        | 飯野皓     |
| 6    | 9月15日         | やった武藤!初ホーマー!                | 馬嶋満     | 小華和ためお      | 近藤英輔              | 鈴木行          | 近藤英輔   |
| 7    | 11月6日         | 泣くな勇気 さまよう魔球!              | 山崎巌     | 小華和ためお      | 小華和ためお          | 岡本達也        | 近藤英輔   |
| 8    | 11月13日        | ドリームボールは夢か!?メッツ大ピンチ! | 田村多津夫 | 小華和ためお      | 高橋良輔              | 岡本達也        | 飯野皓     |
| 9    | 11月20日        | 再び対決の時!出るかドリームボール     | 馬嶋満     | 小華和ためお      | 小華和ためお          | 黒岡彰          | 芦田豊雄   |
| 10   | 11月27日        | 泣くな武藤!あれがドリームボールだ     | 山崎巌     | 小華和ためお      | 高橋良輔              | 引間晶子        | 谷田部雄次 |
| 11   | 12月4日         | 魔球がゆれた!はばたけ勇気             | 山崎巌     | 小華和ためお      | 岡部英二 小華和ためお | 黒岡彰          | 近藤英輔   |
| 12   | 12月11日        | よれよれ18番                          | 中西隆三   | 黒川文男          | 八尋旭                | 鈴木行          | 谷田部雄次 |
| 13   | 12月18日        | 北の狼・南の虎（前編）                | (不明)     | 岡部英二          | 岡部英二              | 鈴木行          | 金沢比呂司 |
| 14   | 1979年 1月8日   | 北の狼・南の虎（後編）                | (不明)     | 岡部英二          | 岡部英二              | 鈴木行          | 金沢比呂司 |
| 15   | 1月15日         | スラッガー藤娘                        | 馬嶋満     | 福富博            | 黒川文男              | 森脇真琴        | 本多敏行   |
| 16   | 1月22日         | ウォッス10番                          | 田村多津夫 | 近藤英輔          | 近藤英輔              | 引間晶子        | 近藤英輔   |
| 17   | 1月29日         | ガッツ10番                            | 田村多津夫 | 岡部英二          | 野田拓実              | 黒岡彰          | 芦田豊雄   |
| 18   | 2月5日          | 白球七五三                            | 中西隆三   | 黒川文男          | 黒川文男              | 鈴木行          | 谷田部雄次 |
| 19   | 2月12日         | 脅迫スリーラン                        | 雪室俊一   | 岡部英二          | 津野明朗              | 黒岡彰          | 飯野皓     |
| 20   | 2月19日         | スチール100円                         | 馬嶋満     | 吉田しげつぐ      | 吉田しげつぐ          | もとひら了      | 鈴木信一   |
| 21   | 2月26日         | 鉄五郎のバラード                      | 中西隆三   | 岡部英二 福富博   | 福富博                | もとひら了      | 本多敏行   |
| 22   | 3月5日          | 熱球白虎隊                            | 山崎巌     | 岡部英二 黒川文男 | 黒川文男              | 鈴木行          | 谷田部雄次 |
| 23   | 3月12日         | メッツ買います                        | 山崎巌     | 岡部英二          | 黒川文男              | 引間晶子        | 飯野皓     |
| 24   | 3月19日         | おんぼろルーキー                      | (不明)     | 近藤英輔          | 近藤英輔              | 黒岡彰          | 近藤英輔   |
| 25   | 3月26日         | コンピューター審判                    | (不明)     | 黒川文男          | 黒川文男              | 岡本達也        | (不明)     |

#### キャスト
- 水原勇気 - 木之内みどり→信沢三恵子
- 岩田鉄五郎 - 西村晃→北山年夫→納谷悟朗（納谷は第13・14回ではナレーターを兼任）
- 五利一平 - 雨森雅司
- 武藤兵吉 - 今西正男
- 山井英司 - 古谷徹
- 火浦健 - 曽我部和行
- 金太郎 - 西尾徳
- 王島大介 - 作間功
- 国立玉一郎 - 富山敬
- 日の本盛 - 山田康雄
- 千藤光 - 安原義人→三橋洋一
- 帯刀守 - 仲村秀生
- 甚九寿 - 肝付兼太
- 唐部大樹 - はせさん治
- 富樫平八郎 - 玄田哲章
- 日下部了 - 鈴置洋孝
- 丘知将 - 増岡弘
- 岩田清司 - 鈴置洋孝→村山明
- オーナー - 勝田久
- 犬神総裁 - 小林修
- アナウンサー - 寺島幹夫
- メッツ二軍猿股コーチ - たてかべ和也
- メッツ二軍小仏監督 - 辻村真人
- 武藤信子 - 松尾佳子
- 武藤一雄 - 小山まみ
- 野球狂氏、メッツ狂氏 - 田中崇（第1話のみ水島新司）
- 佐々木信也 - 佐々木信也（第1話のみ）、八代駿

#### 放送局
※放送系列は放送当時のもの、放送時間は個別に出典が提示されているものを除き1979年2月中旬 - 3月上旬時点のものとする。
| 放送地域       | 放送局         | 放送系列                                     | 放送時間           | 備考                                                      |
| -------------- | -------------- | -------------------------------------------- | ------------------ | --------------------------------------------------------- |
| 関東広域圏     | フジテレビ     | フジテレビ系列                               | 月曜 20:00 - 20:54 | 制作局                                                    |
| 北海道         | 北海道文化放送 | フジテレビ系列                               | 月曜 20:00 - 20:54 |                                                           |
| 宮城県         | 仙台放送       | フジテレビ系列                               | 月曜 20:00 - 20:54 |                                                           |
| 山形県         | 山形テレビ     | フジテレビ系列 テレビ朝日系列                | 月曜 20:00 - 20:54 |                                                           |
| 長野県         | 長野放送       | フジテレビ系列                               | 月曜 20:00 - 20:54 |                                                           |
| 静岡県         | テレビ静岡     | フジテレビ系列                               | 月曜 20:00 - 20:54 |                                                           |
| 富山県         | 富山テレビ     | フジテレビ系列                               | 月曜 20:00 - 20:54 |                                                           |
| 石川県         | 石川テレビ     | フジテレビ系列                               | 月曜 20:00 - 20:54 | [ 3 ]                                                     |
| 福井県         | 福井テレビ     | フジテレビ系列                               | 月曜 20:00 - 20:54 |                                                           |
| 中京広域圏     | 東海テレビ     | フジテレビ系列                               | 月曜 20:00 - 20:54 |                                                           |
| 近畿広域圏     | 関西テレビ     | フジテレビ系列                               | 月曜 20:00 - 20:54 |                                                           |
| 島根県・鳥取県 | 山陰中央テレビ | フジテレビ系列                               | 月曜 20:00 - 20:54 |                                                           |
| 広島県         | テレビ新広島   | フジテレビ系列                               | 月曜 20:00 - 20:54 |                                                           |
| 愛媛県         | 愛媛放送       | フジテレビ系列                               | 月曜 20:00 - 20:54 | 現・テレビ愛媛。                                          |
| 福岡県         | テレビ西日本   | フジテレビ系列                               | 月曜 20:00 - 20:54 |                                                           |
| 佐賀県         | サガテレビ     | フジテレビ系列                               | 月曜 20:00 - 20:54 |                                                           |
| 長崎県         | テレビ長崎     | フジテレビ系列 日本テレビ系列                | 月曜 20:00 - 20:54 |                                                           |
| 熊本県         | テレビ熊本     | フジテレビ系列 日本テレビ系列 テレビ朝日系列 | 月曜 20:00 - 20:54 |                                                           |
| 沖縄県         | 沖縄テレビ     | フジテレビ系列                               | 月曜 20:00 - 20:54 |                                                           |
| 青森県         | 青森放送       | 日本テレビ系列 テレビ朝日系列                | 金曜 17:00 - 17:55 |                                                           |
| 岩手県         | 岩手放送       | TBS系列                                      | 土曜 15:00 - 15:55 | 現・IBC岩手放送。                                         |
| 岡山県         | 岡山放送       | フジテレビ系列 テレビ朝日系列                | 土曜 16:30 - 17:25 | 当時の放送エリアは岡山県のみ。                            |
| 山口県         | テレビ山口     | TBS系列 フジテレビ系列                       | 土曜 16:00 - 16:55 | 1978年9月まではテレビ朝日系列とのトリプルクロスネット局。 |
| 高知県         | 高知放送       | 日本テレビ系列                               | 土曜 15:00 - 15:54 |                                                           |

#### 再放送
- 1997年に毎日放送が選抜高等学校野球大会期間中を中心に、深夜に集中して再放送した。
- 2009年3月にトゥエルビで毎週日曜13時から18時に「2009年度プロ野球開幕特別企画」というテーマで全エピソードを集中放映した。
- フジテレビ739（現在のフジテレビONE。当時はスポーツ・情報専門チャンネルだった）でも再放送された。

## 映画

### 実写版
1977年3月19日に日活系で公開。監督は加藤彰。併映はシリーズ3作目になる『嗚呼!!花の応援団 男涙の親衛隊』（監督＝曽根中生）。
作品は「ズタズタ18番」から「水原勇気編」のオープン戦までを映画化。当時実在のプロ野球団・南海ホークスが制作に協力。チーム名と、当時の野村克也監督兼選手が実名で出演。だがそれ以外、メッツとアパッチ以外の球団は架空化されており、阪神タイガース所属だった力道と沢村は、アパッチ所属となっているなど、設定はかなり違っている。

#### キャスト
- 水原勇気 - 木之内みどり
- 岩田鉄五郎 - 小池朝雄
- 五利一平 - 桑山正一
- 尻間専太郎 - 谷啓
- 水原勝利 - 犬塚弘
- 帯刀守 - 高岡健二
- 水原愛子 - 高田敏江
- 松川オーナー - 藤岡重慶
- 犬神総裁 - 高木均
- 力道玄馬 - 丹古母鬼馬二
- 武藤 - 鶴田忍
- 初子 - 石井富子
- 信子 - 山科ゆり
- 大阪アパッチ - アパッチ (アイドルグループ)
- メッツファン - 水島新司
- 虎谷 - 高橋明
- 三枝麻美 - 足立登美子
- 塁子 - 山田真佐江
- 金剛 - 千うらら
- 村田 - 沢田勝美
- 岩田清志 - 五條博
- 野村克也（本人役）
- 藤田学（本人役）
- 王島大介 - 森徹
- 辻ヘッドコーチ - 辻佳紀
- 大阪アパッチ監督 - 豊田泰光
- 野球解説者 - 江藤慎一（野球技術指導も担当）
- 日の本盛 - 木戸徹
- 甚久寿 - 笠井一彦
- 金太郎 - 田畑善彦
- 沢村慶二郎 - 日吉としやす
- 山井記者 - 鶴岡修
- 実況アナウンサー - 池田まさる
- ドラフトの司会者 - 島村謙次
- 千藤光 - 平野修
- 国立玉一郎 - 五代守
- 唐部太樹 - 谷文太(谷口芳昭)
- 丘智将 - 北上忠行
- 権田権介 - 水木京一
- 島小太郎 - 小村哲生
- 岩田武司 - 木村大作
- 水原真紀 - 瀬島充貴
- 閻魔大吉 - 栩野幸知
- カメラマン - 近江大介
- メッツ応援団 - 小林亘、庄司三郎
- 武蔵野高サッカー部員 - 宮本博、影山英俊
- 野球コーチ - 三川裕之、佐藤了一
- 記者 - 清水国雄、矢藤昌宏
- アパッチのオーナー - 雪丘恵介
- 球場アナウンサー - 宮崎千枝子
- 審判 - 落合保雄
- 南海ホークス選手

#### 製作
この年の正月映画だったアメリカ映画『がんばれ!ベアーズ』は、一部劇場で2か月以上のロングランが続く大ヒット。『がんばれ!ベアーズ』は、テータム・オニール扮する少女投手が、ガラクタチームを率いて大活躍する話で、日活は『がんばれ!ベアーズ』の大ヒットにあやかり、漫画で人気急上昇の水原勇気に目を付け、映画化を決めた。当時はテレビよりもスゴイといわれることもあった劇画時代で、不況の映画界を熱っぽく巻き込んだ社会現象でもあった。また当時は日本のプロ野球自体も人気が非常に高かった。
男の世界の代表ともいうべき野球にまで、ついに女性が進出してきた、と驚いていた劇画ファンも水原勇気の根性と可愛さに参って人気がうなぎ登り中といった状況での映画化決定であった。少年漫画週刊誌で人気絶頂の水島新司の二大漫画『野球狂の詩』『ドカベン』が日活と東映でほぼ同時期映画化が決まり、大きな注目を浴びた。日活の通常プログラムはロマンポルノのため、本作は春休み公開の一般映画となる。前年の『嗚呼!!花の応援団』の主役・青田赤道役の公募の合格者の賞金は10万円だったが、今回は100万円に引き上げた。
水原勇気役の募集には、日活はどれほどの反響があるのか事前予想できなかったが、全国から2526通の応募があり、反響の大きさに驚いた。2022年の今日では言われないかも知れないが、当時の文献には「何を勘違いしたのか、男性も1人交じっていた」と書かれている。第一次（書類）選考で選ばれた野球の腕と美ボウに自信のある61人が1977年2月4日、東京調布の日活撮影所で行われたオーディションに集まった。この日の審査はマスメディアからも注目を集め、多くの報道陣も詰めかけ、会場の13スタジオは関係者と若い女性、見学者100人以上でいっぱいとなり、同撮影所が華やかな雰囲気に包まれたのは久しぶりだった。また応募者には約50人のタレントが含まれており、ズブの素人を対象にした主役公募に、既にプロの者がこれほど参集したのは前例がなかった。タレントはプロのメンツもあって、素人と一緒の公募には応募したがらないものだが、今回に限っては所属事務所から薦められたのではなく、全員自分から進んで応募した。ただし61人の内、19人が当日姿を見せず、その中には朝加真由美もいた。審査委員は水島新司、加藤彰監督、豊田泰光、黒澤満日活撮影所所長ら7人。午前中の質疑応答の顔テスト（原文ママ）に勝ち残った16人が午後からの実技（キャッチボール）を行い、全員運動着にホットパンツ姿になったが、寒さでブルブル、ガタガタ震えながらの審査。投球審査では水島がキャッチャーを買って出て、全員水原勇気を真似て左で投げたが、ほとんどが右利きのため、距離は10メートルながらとんでもない方向に球が飛んで行った。しかしかよわい女性が一生懸命タマを扱うのは楽しく、あっという間にテスト終了。結果、木之内みどりが合格した。豊田泰光は「去年の6月、神宮球場のヤクルト×巨人戦で彼女にゲストとして出てもらったんだけど、彼女、『柴田って誰?』と言うんだよ。その日は雨でゲームが流れて事なきを得たけどね」などと話した。木之内の選考理由は「原作者のイメージに一番ピッタリ」と発表され、水島審査委長は「私はみどりちゃんが3年前にデビューした時から大ファンでね。雑誌のグラビアにもこっちから指名して一緒に出たことがあるんですよ。彼女の出てる『前略おふくろ様2』だって毎週欠かしたことはありません。実を言えば水原勇気というのは、彼女のイメージで作り上げたんです。みどりちゃんが応募して来たと聞いたときは、『あ、決定』と思いました」と本末転倒の仰天発言。取材したマスメディアからも「あまりにも木之内みどりピッタリだろ」の声が上がり、それなら最初から木之内に主役オファーをすれば済む話で、オーディションをイベント化して宣伝に使おうとする映画会社の悪い一面が出て、夢を抱いてオーディションに参加した木之内以外の応募者には気の毒なイベントになった。水島はさっそく木之内に手取り足取り、ドリームボールの投げ方をコーチし、今後は自身が率いる草野球チーム『ボッツ』に木之内を招いて、野球の特訓を始めると公私混同な発言をした。
三枝麻美役の足立登美子と塁子役の山田真佐江は、オーディションで2位になった人で、日活が売り出したいと公表したが、通常ローテーションがポルノの日活がその後どうしたのかは不明。水原の父・勝利を演じた犬塚弘は、後のテレビドラマ版では五利監督を演じている。
1977年2月14日クランクイン。
本作で用いられたBGMは、大部分が同じ日活作品の『野良猫ロック マシン・アニマル』（1970年）を再利用したものだった。同じ加藤彰監督のにっかつ作品『モア・セクシー 獣のようにもう一度』（1981年）でも用いられている。
なお漫画を連載した『週刊少年マガジン』の兄弟雑誌『月刊少年マガジン』では、1977年4月号に映画宣伝を兼ねて木之内の伝記漫画『木之内みどり物語』を読み切り掲載（漫画：逆井五郎）、漫画には水島自身も登場した。

### アニメ映画
1979年9月15日、東映系で劇場版『未来少年コナン』（監督=佐藤肇）の併映作品として、テレビアニメの前後編で放送された第13・14話『北の狼南の虎』を再編集して公開。監督は岡部英二。東映での公開だが、ともに日本アニメーションのテレビシリーズ再編集作品である。ただし王島大介の声はテレビ版の作間ではなく、森功至が演じている。

#### キャスト
- 火浦健 - 曽我部和行
- 火浦政 - 大宮悌二
- 王島大介 - 森功至
- 岩田鉄五郎 - 納谷悟朗
- お峰 - 島木綿子
- 加代 - 武藤礼子

### 主題歌
- OP「北の狼南の虎」 作詞：橋本淳 作曲：中村泰士 歌：水木一郎
- ED「かあさんの灯」 作詞：橋本淳 作曲：中村泰士 歌：水木一郎

## テレビドラマ
1985年1月7日、フジテレビ系列「月曜ドラマランド」枠で放送。

### キャスト
- 水原勇気 - 斉藤由貴
- 岩田鉄五郎 - 伊東四朗
- 五利一平-犬塚弘
- 野々村真
- 上條恒彦
- 宍戸錠
- 中島唱子
- 岡田眞澄
- 茅島成美
- みのもんた（当時のフジテレビ放送のスポーツニュースであるプロ野球ニュースのスポーツキャスター）
- 堀江しのぶ
- 小松政夫
- 萩原流行
- 塩沢とき
- 阿藤海
- 藤尾美紀
- 特別出演 - 土橋正幸（放送当時のヤクルトスワローズ監督。その前後はフジテレビの野球解説者だった）とヤクルトスワローズの選手。

### スタッフ
- 企画：久保田榮一、石川泰平、宅間秋史
- 制作：大黒章弘
- プロデューサー：福本義人、若松節朗
- 演出：福本義人
- 制作：フジテレビ、テレパック

| フジテレビ系列 月曜ドラマランド                    | フジテレビ系列 月曜ドラマランド     | フジテレビ系列 月曜ドラマランド   |
| 前番組                                             | 番組名                              | 次番組                            |
| -------------------------------------------------- | ----------------------------------- | --------------------------------- |
| 心はロンリー気持ちは「…」 （第1作） （1984.12.17） | 野球狂の詩（ドラマ版） （1985.1.7） | 意地悪お手伝いさん3 （1985.1.21） |

## パチンコ
ぱちんこCR野球狂の詩
Sammyより2010年5月頃導入。

## 銅像

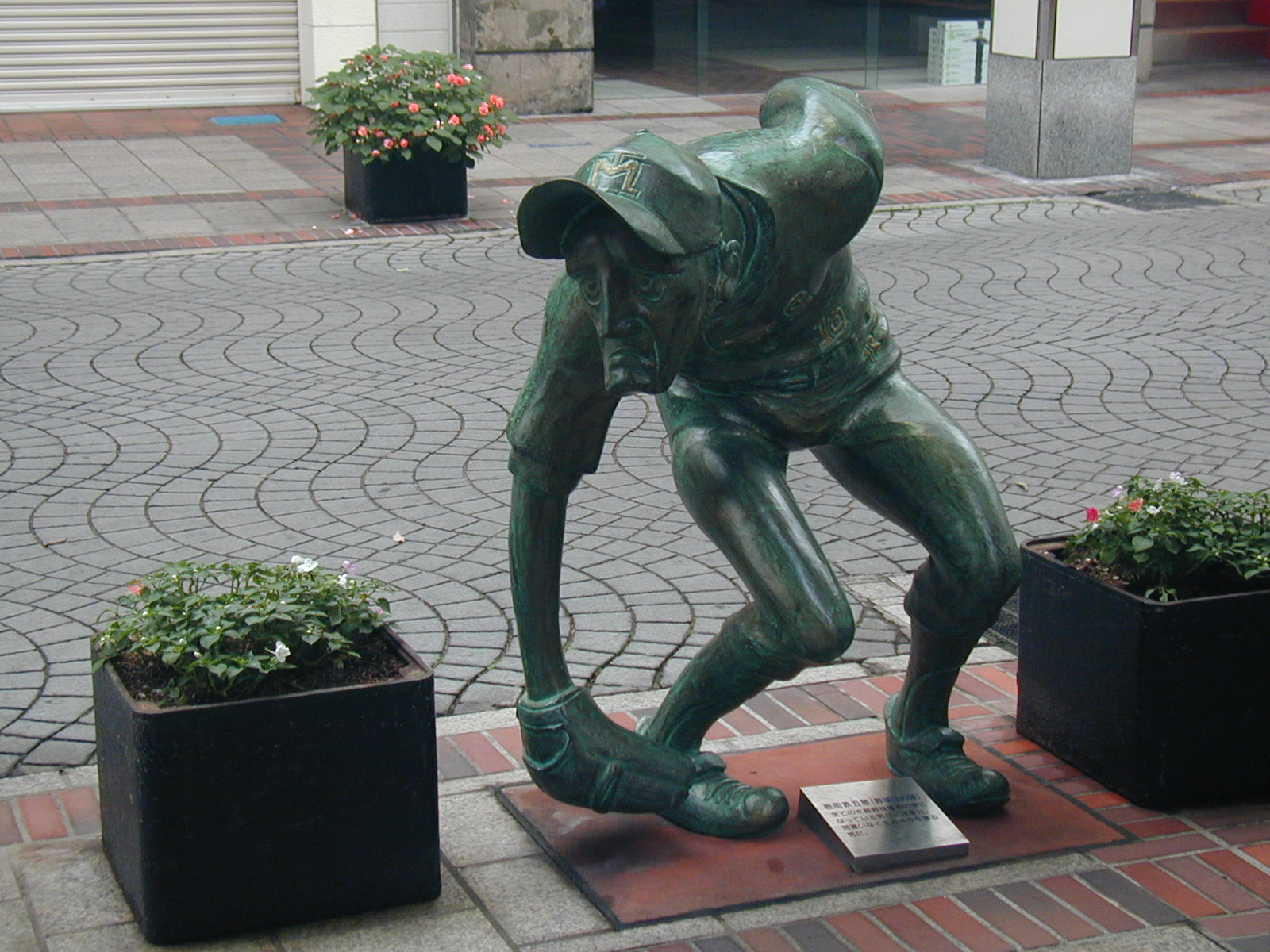
水島新司マンガストリートに設置された岩田鉄五郎の像

2002年、新潟商工会議所と同商店街振興組合により、新潟市中央区古町通のアーケード内に「水島新司マンガストリート」として『野球狂の詩』の水原、岩田、『ドカベン』の山田、里中、岩鬼、殿馬、『あぶさん』の景浦の計7体の銅像が設置された。これらの銅像については2015年に撤去の話が持ち上がったが、撤去の見直しを求める地元商店街などの要望もあり、2016年2月に撤去は見送られることとなった。